# No lo trates
«No lo trates» o <<𝗿𝗶𝗰𝗮 𝘆 𝗮𝗽𝗿𝗲𝘁𝗮𝗱𝗶𝘁𝗮>> es una canción original del artista panameño el General en colaboración de Anayka, lanzado en 1994, en el álbum Es mundial.
20 de mayo de 2008 el reconocido productor mexicano-estadounidense A.B. Quintanilla III el grupo mexicano-estadounidense Kumbia All Starz junto con la cantante mexicana-estadounidense Melissa Jiménez relanzaron está canción con su segundo álbum Planeta Kumbia.
El 26 de abril de 2019, se publicó un cover del cantante cubano-estadounidense Pitbull, la dominicana Natti Natasha y el puertorriqueño Daddy Yankee. Se lanzó como sencillo a través del sello Mr. 305 Records.

## Antecedente
La canción contiene una muestra del coro de la canción de 1994 «Rica y apretadita» del rapero panameño El General con la cantante estadounidense Anayka.

## Promoción
Daddy Yankee compartió la portada del sencillo en las redes sociales un día antes de su lanzamiento, al igual que Pitbull. Natti bromeó con los fanes con el lanzamiento de fotos del set de grabación en sus historias de Instagram
El 6 de mayo de 2019, el video musical oficial se publicó en el canal oficial de YouTube de Pitbull.

## Posicionamiento en listas
| Lista (2019)                     | Posición más alta |
| -------------------------------- | ----------------- |
| Argentina (Argentina Hot 100)    | 58                |
| Bolivia (Monitor Latino)         | 11                |
| Chile (Monitor Latino)           | 5                 |
| Ecuador (National-Report)        | 81                |
| El Salvador (Monitor Latino)     | 10                |
| Nicaragua (Monitor Latino)       | 16                |
| Perú (Monitor Latino)            | 4                 |
| España (PROMUSICAE)              | 60                |
| Suiza (Schweizer Hitparade)      | 74                |
| Estados Unidos (Hot Latin Songs) | 19                |
| Venezuela (Monitor Latino)       | 7                 |
| Venezuela (National-Report)      | 5                 |